# Kishangarh
Kishangarh è una suddivisione dell'India, classificata come municipality, di 116.156 abitanti, situata nel distretto di Ajmer, nello stato federato del Rajasthan. In base al numero di abitanti la città rientra nella classe I (da 100.000 persone in su).

## Geografia fisica
La città è situata a 26° 34' 57 N e 74° 52' 14 E.

## Società

### Evoluzione demografica
Al censimento del 2001 la popolazione di Kishangarh assommava a 116.156 persone, delle quali 61.025 maschi e 55.131 femmine. I bambini di età inferiore o uguale ai sei anni assommavano a 18.162, dei quali 9.613 maschi e 8.549 femmine. Infine, coloro che erano in grado di saper almeno leggere e scrivere erano 72.328, dei quali 43.893 maschi e 28.435 femmine.